# Servizio Popolare Cristiano-Sociale
Il Servizio Popolare Cristiano-Sociale (in tedesco Christlich-Sozialer Volksdienst) è stato un partito politico cristiano sociale e conservatore di carattere protestante ai tempi della Repubblica di Weimar.

## Storia
Il CSVD venne fondato nel dicembre 1929 dalla fusione di due formazioni politiche protestanti: la Christlich-soziale Reichsvereinigung (Associazione Cristiano-Sociale del Reich) e la Christlicher Volksdienst (Servizio dei Cristiani). Entrambi erano emersi dall'insoddisfazione dei protestanti verso gli sviluppi all'interno del Partito Popolare Nazionale Tedesco (DNVP). I due gruppi differivano su molte questioni, come il ruolo della Repubblica, ma riuscirono a mantenere l'unità organizzativa. Il CSVD si presentava come una versione protestante del Centro Cattolico ed era sostenuto principalmente da elementi della classe media. Per lo più erano considerati parte della tendenza moderata all'interno del DNVP, in contrasto con la leadership nazionalista radicale di Alfred Hugenberg.
Il CSVD contestò le elezioni parlamentari del 1930 e del 1932 e costituì un gruppo parlamentare congiunto con il Partito Cristiano-Nazionale dei Contadini e della Popolazione rurale nel Reichstag. Dopo la conquista nazista nel 1933, il CSVD venne sciolto.
Il Presidente della Repubblica Federale di Germania Gustav Heinemann (1969–74) fu membro della CSVD durante la Repubblica di Weimar.